# Route nationale 6 (Burkina Faso)
Pour les articles homonymes, voir Route nationale 6.
La route nationale 6 (RN 6) est une route du Burkina Faso allant de Ouagadougou à Lan en passant par Léo. Sa longueur est de 160 km.

## Tracé
- Ouagadougou
  - Garghin
  - Bassemyam
  - Tanghin[Lequel ?]
  - Sambsen
  - Baguemnini
  - Guisma
  - Ipelcé
  - Rakaye-Yarcé
- Parc national Kaboré-Tambi
  - Gallo
- Sapouy
  - Tiaré
  - Yallé
  - Sissily
- Léo
  - Lan
- Frontière entre le Burkina Faso et le Ghana (où elle devient la route nationale 16).